# Paroisse de Beresford
Cet article concerne la localité canadienne. Pour la ville voisine du même nom, voir Beresford (Nouveau-Brunswick). Pour les autres significations, voir Beresford.
La paroisse de Beresford est à la fois une paroisse civile et un ancien district de services locaux (DSL) canadien située au nord du Nouveau-Brunswick. Dans le cadre de la réforme de la gouvernance locale du 1er janvier 2023, le territoire du DSL a été réparti entre la ville de Belle-Baie et le district rural de Chaleur.
Le DSL, aussi appelé Beresford-Sud, inclut les autorités de taxation d'Alcida-et-Dauversière, de Beresford-Nord, de Nicholas-Denys, de Petit-Rocher-Ouest et de Saint-Laurent. Comme dans la plupart des DSL de la province, la population s'identifie plus volontiers à ces localités.

## Toponyme

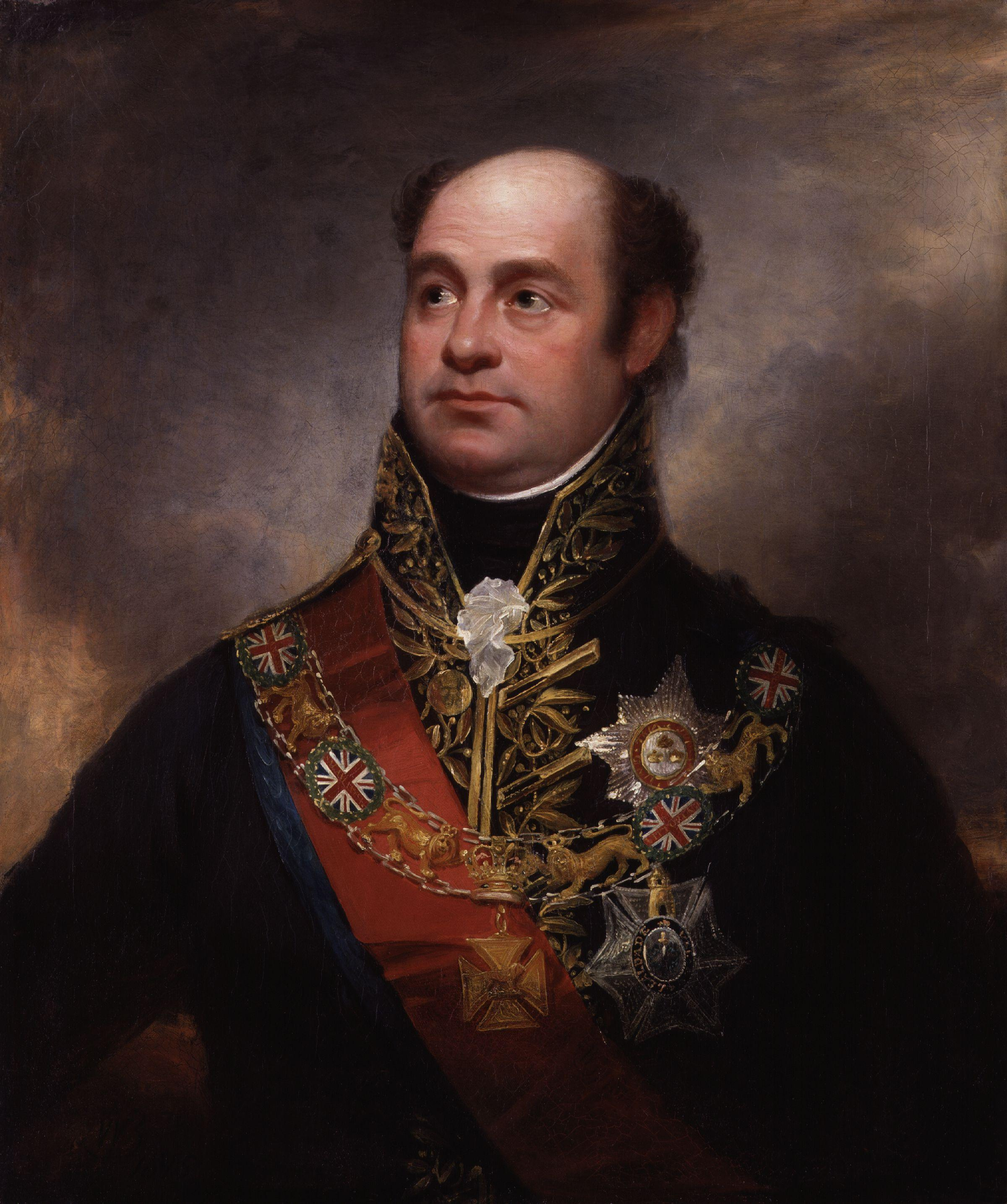
William Carr Beresford.

La paroisse est nommée en l'honneur de William Carr Beresford, vicomte de Beresford (1768-1854), général et homme politique britannique.

## Géographie
Les chutes Millstream, au nord de Val-Michaud, ont une hauteur de 24 mètres, ce qui les classe parmi les plus hautes du nord de la province; elles sont situées le long de la rivière Millstream, dans une gorge profonde de 30 mètres et accessibles par un sentier.
La paroisse de Beresford est généralement considérée comme faisant partie de l'Acadie.

### Logement
La paroisse comptait 2 633 logements privés en 2006, dont 2445 occupés par des résidents habituels. Parmi ces logements, 89,6 % sont individuels, 4,3 % sont jumelés, 0,0 % sont en rangée, 2,7 % sont des appartements ou duplex et 1,8 % sont des immeubles de moins de cinq étages. Enfin, 1,4 % des logements entrent dans la catégorie autres, tels que les maisons-mobiles. 88,5 % des logements sont possédés alors que 11,5 % sont loués. 68,1 % ont été construits avant 1986 et 12,9 % ont besoin de réparations majeures. Les logements comptent en moyenne 6,2 pièces et 0,4 % des logements comptent plus d'une personne habitant par pièce. Les logements possédés ont une valeur moyenne de 70 271 $, comparativement à 119 549 $ pour la province.

## Histoire
La paroisse de Beresford est située dans le territoire historique des Micmacs, plus précisément dans le district de Gespegeogag, qui comprend le littoral de la baie des Chaleurs.
La seigneurie de Népisiguit est concédée en 19 mars 1691 au Sieur Jean Gobin, un marchand de Québec; elle avait un territoire long de 12 lieues et profond de 10 lieues, à partir du littoral de la baie et probablement centré sur la rivière Népisiguit ce qui, selon William Francis Ganong, inclut la paroisse de Beresford. Gobin donne la seigneurie à Richard Denys de Fronsac. La seigneurie, par l'héritage à sa femme, tombe aux mains de Rey-Gaillard, qui la possédait en 1753. Cooney parle d'une concession à un certain Enaud, qui est vraisemblablement Philippe Hesnault, seigneur de Pokemouche et peut-être agent de Gobin.
En 1825, le territoire de la paroisse de Beresford est touché par les Grands feux de la Miramichi, qui dévastent entre 10 000 km2 et 20 000 km2 dans le centre et le nord-est de la province et tuent en tout plus de 280 personnes,.
La mine Nigadoo, à Sainte-Rosette, est exploitée jusqu'en 1977 pour extraire du zinc et du plomb. Les déchets industriels laissés par cette exploitation causent toujours l'inquiétude chez une partie de la population, d'autant plus que certaines personnes s'en servent comme dépotoir,. Le projet de la mine d'or Elmtree, à Dauversière est abandonné en 2012 après 2,5 millions $ d'investissements.

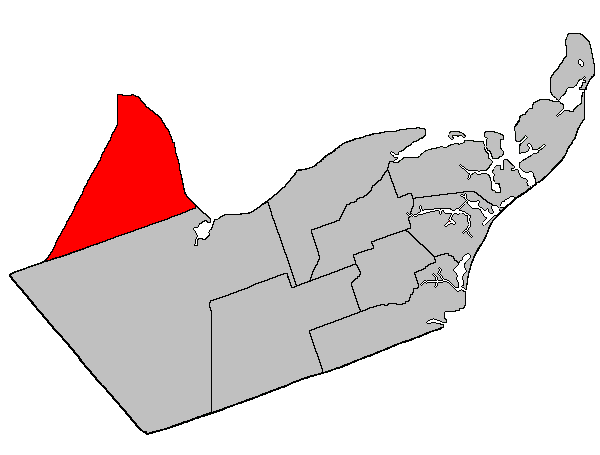
Situation sur une carte des paroisses civiles du comté de Gloucester (certains DSL et municipalités ne sont donc pas montrés).

Évolution territoriale de la paroisse de Beresford après 1966.

- 1814 : Érection de la paroisse de Beresford dans le comté de Northumberland.
- 1826 : Création du comté de Gloucester à partir de la paroisse de Beresford et de la paroisse de Saumarez.
- 1826 : Le comté de Restigouche, incluant les paroisses d'Addington et de Durham, est formé à partir de l'ouest de la paroisse de Beresford.
- 1837 : Une partie du territoire de la paroisse de Beresford est transféré à la paroisse de Durham.
- 1881 : les limites du comté sont modifiées et la paroisse s'en trouve agrandie.

La municipalité du comté de Gloucester est dissoute en 1966. Une partie de la paroisse devient la ville de Beresford, les villages de Petit-Rocher, Nigadoo et Pointe-Verte. La paroisse de Beresford devient un district de services locaux en 1967. Les DSL de Dunlop, de Laplante, de Madran, de Petit-Rocher Nord, de Petit-Rocher Sud, de Robertville et de Tremblay en sont séparés la même année.

## Démographie
| 2001  | 2006  | 2011  | 2016  |
| ----- | ----- | ----- | ----- |
| 6 622 | 6 301 | 6 354 | 6 248 |

## Administration

### Comité consultatif
En tant que district de services locaux, la paroisse de Beresford est en théorie administrée directement par le Ministère des Gouvernements locaux du Nouveau-Brunswick, secondé par un comité consultatif élu composé de cinq membres dont un président. Il n'y a actuellement aucun comité consultatif.

### Commission de services régionaux
La paroisse de Beresford fait partie de la Région 3, une commission de services régionaux (CSR) devant commencer officiellement ses activités le 1er janvier 2013. Contrairement aux municipalités, les DSL sont représentés au conseil par un nombre de représentants proportionnel à leur population et leur assiette fiscale. Ces représentants sont élus par les présidents des DSL mais sont nommés par le gouvernement s'il n'y a pas assez de présidents en fonction. Les services obligatoirement offerts par les CSR sont l'aménagement régional, l'aménagement local dans le cas des DSL, la gestion des déchets solides, la planification des mesures d'urgence ainsi que la collaboration en matière de services de police, la planification et le partage des coûts des infrastructures régionales de sport, de loisirs et de culture; d'autres services pourraient s'ajouter à cette liste.

### Représentation
Nouveau-Brunswick: La paroisse de Beresford fait partie de la circonscription de Nigadoo-Chaleur, qui est représentée à l'Assemblée législative du Nouveau-Brunswick par Roland Haché, du parti libéral. Il fut élu en 1999 et réélu depuis.
 Canada: La paroisse de Beresford fait partie de la circonscription d'Acadie-Bathurst. Cette circonscription est représentée à la Chambre des communes du Canada par Yvon Godin, du NPD. Il fut élu lors de l'élection de 1997 contre le député sortant Doug Young, en raison du mécontentement provoqué par une réforme du régime d’assurance-emploi.

### Ancienne administration paroissiale
| Période                                  | Période | Identité                          | Étiquette | Qualité |
| ---------------------------------------- | ------- | --------------------------------- | --------- | ------- |
| 193?                                     |         | William D.G. Doucet Joseph Talbot |           |         |
|                                          |         |                                   |           |         |
| Les données manquantes sont à compléter. |         |                                   |           |         |

## Économie
La région est riche en minerai, et il y a des carrières à l'ouest de Petit-Rocher.
Entreprise Chaleur, un organisme basé à Bathurst faisant partie du réseau Entreprise, a la responsabilité du développement économique de la région.
L'activité économique de la région est dominée par l'exploitation forestière, les mines et les télécommunications. Un grand nombre d'emplois sont également disponibles dans le commerce de détail, les services publics ainsi que dans l'industrie manufacturière. L'activité économique est en fait concentrée principalement à Belledune et Bathurst.

## Vivre dans la paroisse de Beresford
Les différents quartiers sont tous situés près de la route 11. Les routes 134, 180 et 322 passent aussi dans le territoire.
Le DSL est accessible à partir de l'aéroport de Bathurst, de la gare de Petit-Rocher et de la gare de Bathurst ainsi que par les différents arrêts d'autobus interurbains.
La paroisse de Beresford fait partie du sous-district 3 du district scolaire Francophone Nord-Est. Il y a des écoles et des bibliothèques à Petit-Rocher et à Bathurst.
La paroisse de Beresford, comme plusieurs localités de la région Chaleur, partage ou achète plusieurs de ses services. Ainsi, l'aménagement du territoire est de la responsabilité de la Commission d'urbanisme de Belledune. Le service de police est assuré par le poste de la Gendarmerie royale du Canada de Bathurst. Cette ville dispose aussi de l'hôpital régional Chaleur et d'un poste d'Ambulance Nouveau-Brunswick. La collecte des déchets et matières recyclables est effectuée par la Commission de gestion des déchets solides de Népisiguit-Chaleur.
Les francophones bénéficient du quotidien L'Acadie nouvelle, publié à Caraquet, ainsi qu'à l'hebdomadaire L'Étoile, de Dieppe. Ils ont aussi accès à l'hebdomadaire Hebdo Chaleur, publié à Bathurst. Les anglophones bénéficient des quotidiens Telegraph-Journal, publié à Saint-Jean ainsi que de l'hebdomadaire Northern Light, de Bathurst.